# Alexandre Iddir
Alexandre Iddir (Villepinte, 21 de fevereiro de 1991) é um judoca francês, campeão olímpico.

## Carreira
Iddir esteve nos Jogos Olímpicos de Verão de 2020 em Tóquio, onde conquistou a medalha de ouro no confronto por equipes mistas como representante da França, conjunto de judocas que derrotou o time japonês.